# Sven Forssell
Sven Gustaf Forssell, tidigare Eriksson, född 14 februari 1914 i Sankt Matteus församling i Stockholm, död 4 augusti 1962 i Bötteryd, Eksjö församling i Jönköpings län, var en svensk författare, manusförfattare och journalist.
Sven Forssell var son till mekanikern Erik Gustaf Eriksson och Judit Elisabet Forssell. Han var kulturskribent i flera olika tidningar och var verksam i Stockholm, Arboga, Göteborg, Kalmar och Eksjö samt även flera år i Spanien.
Han debuterade som författare med romanen Att vara kamrat (1942), följt av Förbarma dig över oss! (1943); därefter idrottsromanen Fyra gånger fyrahundra (1945) och novellsamlingen Syrsorna i St. Florentine (1948). Han skrev också manus till filmerna Sången om Stockholm (1947) och En skärgårdsnatt (1953).
Sven Forssell var 1942–1945 gift med Marianne Erixon (1920–2004), 1945–1946 med Birgit Carlsson (1919–2012), 1946–1951 med Gudrun Brost (1910–1993) och 1951 med Ann-Sofie Julin (1919−2016).
Han blev i tredje äktenskapet far till skådespelaren Johannes Brost (1946–2018), som han bara träffade ett fåtal gånger efter skilsmässan. I fjärde äktenskapet blev han far till tre barn, nämligen musikern Tomas Forssell (född 1951; far till programledaren Gry Forssell), Beatrice Forssell Bressler (född 1955) gift med journalisten/mediaprofilen Peter Forsell Bressler, och radioprataren Anna Forssell Skanåker (född 1962; mor till artisten Cazzi Opeia och tidigare gift med pistolskytten Ragnar Skanåker).
Sven Forssell är begravd på Sollentuna kyrkogård med föräldrar och en syster.